# Лигатура (типография)
Вижте пояснителната страница за други значения на Лигатура.
Лигатурата е похват при изписването на букви, при който две или повече графеми се сливат в един символ. Те обикновено обединяват символи, които споделят общ щрих, които в бързината на ръчното писане се пишат слято. Постепенно, с течение на времето, комбинираният символ се установява и в печатната типография.

## Примери за лигатури в латиницата
Основен пример за лигатура в латиницата е немската буква есцет, ß, която произлиза от съчетанието на дълго s и обло такова – ſs = ß. Дългото s (ſ) е буква, вече отпаднала от немската азбука, но лигатурата ß все още се ползва и отговаря на звуците ss или sz. ß няма вариант на изписване като главна буква – когато е необходимо да бъде изписана така, се пише SS или SZ.

## Примери за лигатури в кирилицата
Кирилицата използва широко лигатури. Така, няколко гласни са резултат от свързване на основна графема с предходна йотираща гласна (което се отбелязва с гръцката буква йота ι): примерно ю (слято ιѹ) и отпадналите букви ѥ (ιе), ѩ (ιѧ), ѭ (ιѫ). Първообразът на я също възниква като лигатура между ι+a (ιa), но след реформата в руската азбука по времето на Петър I се заменя с ръкописното изписване на носовото е – ѧ, което по онова време в руския език е почнало да се изговаря като я. През 19 век този вариант е възприет и в българския.
Съвременната буква у също възниква като лигатура. Тя е заимствана от гръцката азбука, където този звук се бележи с ѹ или изписано още като Ȣ (υ над o) – идва от съчетанието на омикрон и ипсилон. Всъщност лигатурата ю се изписва като „йотирано o“, въпреки че на дело отговаря на звука йу/ьу, именно поради тази причина.
В съвременните славянски азбуки пример за лигатура е буквата Щ, възникнала от съчетаването на Ш и Т, като втората бива поставена под първата и впоследствие камшичето се измества в края, за да е подобно на буквата Ц. Вече отпаднала лигатура, изписвана по същия начин, е оть (Ѿ, ѿ), която се ползвала за обозначаване на числото 800.
Друг пример са буквите от сръбската азбука Љ и Њ, възниквали при сливането на палаталните съгласни Н и Л със знака за омекотяване ь. Те са измислени от сръбския езиковед Вук Караджич през деветнадесети век.

## Примери за самостоятелни графеми, възникнали като лигатури
Стандартни примери за букви, възникнали като лигатури, са латинските Æ, æ и Œ, œ. Те представляват самостоятелни гласни звуци, които се произнасят средно между a-е и съответно o-е. В немския омекотените прегласни ä, ö и ü възникват исторически от лигатурите ae, oe, ue (по-точно, изписани с е отгоре на основния графем – тоест aͤ, oͤ, uͤ). Друг пример е буквата W, която в английския замества руническата буква wynn (Ƿ), а в немския се произнася като [v] (оригиналната буква v по-често се произнася като [f]). W се появява през седми век и представлява съчетаване на две U-та, които по онова време все още са се изписвали по същия начин както V.
В кирилицата, пример за графеми, възникнали като лигатури, са ѣ и ѫ. В старобългарския ѣ първоначално се е използвало като слято ιь, но в следосвобожденския български език тази буква придобива отделно звуково значение – тя се е произнасяла като удължено е или я, съгласно ѣ-товото правило (всѣки = всеки, сравнено с всѣка = всяка), в средата на думите или като удължено и омекотено е в края на думите (българитѣ = ~ българитеь). Знакът за голям юс ѫ (носовно о/ъ) възниква като лигатура още в глаголицата и представлява съчетанието о+ѧ – тоест, изговаряна на носовното е с по-отворени устни. Сръбската буква Ђ (омекотено джь), въведена от Караджич, също възниква като лигатура на Т и ь, но вече да е изгубила това си звуково значение.